# リンガパックス
リンガパックス（Linguapax）とは、1987年のUNESCOエキスパート会議の後に設立されたNGOで、世界中の言語多様性を維持•推進するための組織である。特に社会の多言語性、バイリンガル教育、滅びゆく言語の問題、マイノリティー言語などを中心に取り上げている。本拠地はスペイン、バルセロナのUNESCO Center。

## 活動
リンガパックスは言語政策や言語保護に対する様々な活動を行っている。
1. 政府や非政府組織に言語政策や言語計画のアドバイスを与える
2. 言語の維持や復活への協力
3. 多言語教育と教材の準備
4. シンポジウムやワークショプなどの開催

リンガパックスは国際的な活動の範囲を徐々に広げている。また、2006年にリンガパックスは国際ネットワークを設立し、現在は7つの地域組織がある。

## 大会
リンガパックスは1987年以降、言語・文化の専門家やUNESCOの担当者を対象に、ほぼ毎年1回のペースで大会を開催している。開催地はキエフ（ウクライナ）、シツゲス（スペイン）、ザールブリュッケン（ドイツ）などヨーロッパが中心である。

## プロジェクト
Linguapax Inter-University Network：人々の言語・社会・文化に対する多様性への意識を高めるための活動。

## リンガパックス賞
リンガパックス賞は、毎年、ユネスコ国際母語デー（2月21日）に、言語多様性やバイリンガル•多言語教育の分野において極めて優れた業績をおさめた言語学者、研究者、大学教授、一般市民などに与えられる賞である。通常、賞の候補者は前年の12月に決められている。

受賞者一覧

2012年: Jon Landaburu Illaramendi（コロンビア・フランス）

2011年: Ganesh Devy（インド）

CIIIT（コロンビア）

2010年: ex aequo Miquel Siguan（スペイン）

Robert Phillipson（イギリス・デンマーク）

2009年: Katerina Te Keikoko Mataira（ニュージーランド）

2008年: Neville Alexander（南アフリカ）

2007年: Maya Khemlani David（マレーシア）

2006年: Natividad Mutumbajoy（コロンビア）

2005年: Maurice Tadadjeu（カメルーン）

2004年: Fernand de Varennes（カナダ）

Joshua Fishman（アメリカ）

2003年: ex aequo Aina Mol（スペイン）

Tove Skutnabb-Kangas（フィンランド・デンマーク）

2002年: ex aequo Bartomeu Melià（スペイン）

Jerzy Smolicz（パラグアイ）